# Comté de Faulk
Le comté de Faulk est un comté situé dans l'État du Dakota du Sud, aux États-Unis. En 2010, sa population est de 2 364 habitants. Son siège est Faulkton.

## Histoire
Créé en 1873, le comté doit son nom à Andrew J. Faulk (en), maire de Yankton et gouverneur du territoire du Dakota.

## Villes du comté
- City :
  - Faulkton

- Towns :
  - Chelsea
  - Cresbard
  - Onaka
  - Orient
  - Rockham
  - Seneca

## Démographie
Selon l'American Community Survey, en 2010, 86,54 % de la population âgée de plus de 5 ans déclare parler l'anglais à la maison, 13,41 % l'allemand et 0,05 % une autre langue.
| 1880 | 1890  | 1900  | 1910  | 1920  | 1930  |
| ---- | ----- | ----- | ----- | ----- | ----- |
| 4    | 4 062 | 3 547 | 6 716 | 6 442 | 6 895 |

| 1940  | 1950  | 1960  | 1970  | 1980  | 1990  |
| ----- | ----- | ----- | ----- | ----- | ----- |
| 5 168 | 4 752 | 4 397 | 3 893 | 3 327 | 2 744 |

| 2000  | 2010  | - | - | - | - |
| ----- | ----- | - | - | - | - |
| 2 640 | 2 364 | - | - | - | - |